# Plaeng Yao (huyện)
Plaeng Yao (tiếng Thái: แปลงยาว) là một huyện (amphoe) thuộc tỉnh Chachoengsao, miền trung Thái Lan.

## Lịch sử
Tiểu huyện (King Amphoe) Plaeng Yao được thành lập ngày 16 tháng 10 năm 1978 with the ba tambon Plaeng Yao, Hua Samrong and Wang Kaen từ Bang Khla. Đơn vị này đã được nâng thành huyện ngày 15 tháng 3 năm 1985.

## Địa lý
Các huyện giáp ranh là (từ phía tây theo chiều kim đồng hồ) Ban Pho, Bang Khla, Ratchasan, Phanom Sarakham và Sanam Chai Khet thuộc tỉnh Chachoengsao, và  Ko Chan, Phanat Nikhom và Phan Thong của tỉnh Chonburi.

## Hành chính
Huyện này được chia thành 3 phó huyện (tambon), các đơn vị này lại được chia thành 48 làng (muban). There are ba townships (thesaban tambon trong huyện này - Hua Samrong nằm trên một phần của tambon Hua Samrong, Plaeng Yao parts of tambon Plaeng Yao and Wang Yen, và Thung Sadao cũng thuộc tambon Plaeng Yao và Wang Yen. Ngoài ra có 4 tổ chức hành chính tambon (TAO).
| Số TT | Tên           | Tên tiếng Thái | Số làng | Dân số |  |
| ----- | ------------- | -------------- | ------- | ------ |  |
| 1.    | Plaeng Yao    | แปลงยาว        | 13      | 9.161  |  |
| 2.    | Wang Yen      | วังเย็น          | 11      | 10.542 |  |
| 3.    | Hua Samrong   | หัวสำโรง        | 12      | 10.146 |  |
| 4.    | Nong Mai Kaen | หนองไม้แก่น      | 12      | 6.758  |  |